# Бэтмен: Готэм в газовом свете
«Бэтмен: Готэм в газовом свете» (англ. Batman: Gotham by Gaslight) — американский анимационный супергеройский фильм 2018 года, основанный на одноимённом графическом романе Брайана Августина и Майка Миньолы, является частью серии оригинальных анимационных фильмов вселенной DC. Релиз на цифровых носителях состоялся 23 января 2018 года и на 4K UHD Blu-ray, Blu-Ray и DVD — 6 февраля 2018 года. Картине присвоен рейтинг R.

## Сюжет
В альтернативной истории, в 1889 году, Брюс Уэйн возвращается в Готэм из своего путешествия по Европе. Город викторианской эпохи всё так же привлекает преступников. Череда загадочных и зверских убийств заставляет жителей подозревать, что убийца — Бэтмен. Тёмному Рыцарю бросает вызов самый известный маньяк XIX века — Джек-потрошитель.
Во время подготовки к Международной промышленной выставке глава приюта для бездомных, сестра Лесли Томпкинс, и её бывшая воспитанница Селина Кайл пытаются поставить вопрос о поимке маньяка в открытую, но полиция в лице комиссара Джеймса Гордона и лейтенанта Харви Буллока отводит внимание от проблемы в сторону новостей о Бэтмене. Прибывший вскоре миллиардер Брюс Уэйн, недавно вернувшийся из своего путешествия по Европе, в приватном разговоре узнаёт, что последней жертвой Джека стала бывшая подопечная монахини Памела Айсли, работавшая танцовщицей в кабаре, которую Брюс лично знал.
Вечером Селина лично сталкивается с Потрошителем, от которого девушку, к её большому неудовольствию, спасает вовремя подоспевший Бэтмен. Герой, заручившись помощью комиссара Гордона, получает документы по делу маньяка и начинает собственное расследование. При встрече с давним другом, прокурором Харви Дентом, и знакомстве с Селиной Брюс понимает, что следующей жертвой убийцы может стать сестра Лесли, известная в городе как защитница обездоленных. Но поздно: Джек хладнокровно убивает монахиню прямо во дворе монастыря, а её подопечная застаёт на месте убийства Брюса.
После похорон, сопровождавшихся неприятным знакомством с начальником психиатрической лечебницы Аркхем Хьюго Стрейнджем и обвинениями от случайной свидетельницы убийства, Бэтмен намерен отыскать маньяка и призвать к ответу. Проникнув в Аркхем, он застаёт там Джека, который бросает Стрейнджа на растерзание умалишённым. В ходе погони за преступником герой получает серьёзные ранения, и ему приходится скрываться от полиции, убеждённой, что Бэтмен и есть Джек-потрошитель. Спрятаться ему помогает Селина Кайл, случайно раскрывшая тайну Брюса. Комиссару Гордону сообщают, что во время суматохи, вызванной погоней, была убита свидетельница из монастыря, и теперь подозрение ложится на Брюса Уэйна.
На следующее утро полиция арестовывает Брюса в квартире Селины, обвиняя в преступлениях Джека, а на суде обвинение активно поддерживает Харви Дент, оскорблённый романом Уэйна с Селиной. По решению суда Брюса отправляют в тюрьму Блэкгейт, где его навещает Селина, предлагающая подключить к борьбе с настоящим убийцей Гордона в обмен на секрет Уэйна/Бэтмена. Брюс тем же вечером провоцирует драку в тюрьме и сбегает, под личиной Бэтмена пытаясь переговорить с комиссаром. Но в доме четы Гордонов он обнаруживает замаскированную комнату, по содержимому которой понимает, что Джеймс Гордон — Джек-потрошитель.
С помощью своего дворецкого Альфреда Пенниуорта, а также недавно спасенных им бывших уличных воришек-беспризорников (Дика Грейсона, Джейсона Тодда и Тима Дрейка) Бэтмен прибывает на место проведения Международной выставки, где Гордон преследует Селину, так же догадавшуюся о преступном альтер эго комиссара. В завязавшейся драке на колесе обозрения происходит пожар, быстро уничтожающий аттракцион. Гордон, раскрыв мотивы своих похождений в качестве Потрошителя, сгорает заживо, не желая отдавать себя в руки правосудия. Бэтмен и Селина спасаются из пожара, направившись в особняк Уэйнов в компании дворецкого и беспризорников, которые становятся его помощниками.

обложка графического романа Gotham by Gaslight

## Роли озвучивали
| Актёр               | Роль                                                                        |
| ------------------- | --------------------------------------------------------------------------- |
| Брюс Гринвуд        | Брюс Уэйн / Бэтмен                                                          |
| Дженнифер Карпентер | Селина Кайл                                                                 |
| Энтони Хэд          | Альфред Пенниуорт                                                           |
| Скотт Паттерсон     | Джеймс Гордон                                                               |
| Юрий Ловенталь      | Харви Дент                                                                  |
| Джон Ди Маджо       | шеф Буллок                                                                  |
| Уильям Салиерс      | Хьюго Стрейндж                                                              |
| Грей Гриффин        | сестра Лесли, Джейсон Тодд, Селина Кайл в песне «Can you tame wild wimmen?» |
| Дэвид Форсет        | Сайрус Голд                                                                 |
| Боб Джоулз          | мэр Толливер                                                                |
| Линкольн Мелчер     | Дик Грейсон                                                                 |
| Крис Кокс           | отец Каллаган                                                               |
| Тара Стронг         | Марлен Махоун, Тим Дрейк                                                    |
| Брюс Тимм           | радист Аркхема                                                              |
| Кэри Вюрер          | Барбара Гордон, Памела Айсли                                                |

## Производство
В июле 2017 года на фестивале Comic-Con DC Entertainment и Warner Bros. официально объявили, что следующим анимационным фильмом после «Бэтмен и Харли Квинн» будет «Бэтмен: Готэм в газовом свете».
Сценарист Джеймс Криг рассказал, что «Gotham by Gaslight» — один из самых популярных графических романов в их библиотеке. Продюсер Брюс Тимм признал, как несколько раз они отказывались ставить экранизацию, потому что она происходит в альтернативном мире: «Но почему-то мы снова вернулись к этому, и все сказали: „О да, давайте сделаем это“». Однако, анимационная версия не является прямой адаптацией, поэтому пришлось добавить больше материала, чтобы заставить её работать. В конце концов, оригинальный комикс составлял всего 48 страниц. «Если бы мы дали вам именно то, что было в оригинале, это будет 11 минут», — заметил Тимм.
Когда речь идёт о Джеке-потрошителе, неотъемлемой работой является комикс Алана Мура «Из Ада». При этом, Криг больше обращался к Шерлоку Холмсу. Из фильмов, которые оказали влияние, названы «Жилец» и «Шерлок Холмс: Этюд в кошмарных тонах». Например, Селина Кайл работает актрисой и певицей, очень похожей на персонажа Мерл Оберон.
Создатели не пытались дублировать художественный стиль оригинала Майка Миньолы. Они остались верными духу комикса, но некоторые вещи были изменены, чтобы включить больше историй и персонажей, таких как Харви Буллок, Харви Дент и Лесли Томпкинс. С другой стороны, при наличии продолжительных сроков производства и большего бюджета, пришлось бы увеличить период адаптации на экране и задержать выпуск. По словам Тимма, у них немного больше свободы для работы с разными тонами и стилями, чем в фильмах DC, ставших франшизой. Он упомянул, что есть другие произведения под импринтом «Elseworlds», которые могут быть экранизированы, если «Бэтмен: Готэм в газовом свете» станет успешным.

## Рецензии
Сайт IGN дал 6,5 балла из 10 возможных, отметив, что несмотря на некоторые удачные решения, по сравнению с оригиналом, сюжет не такой сильный, какой должен быть. Персонажи чувствуются немного недоработанными. Комикс был коротким, и там был один настоящий подозреваемый, оказавшийся убийцей. В анимационной адаптации попытались исправить это, заполнив пробел знакомыми злодеями, чтобы сделать подходящий триллер. Чем меньше говорилось о Джеке-потрошителе, тем лучше, но, как ни странно, он изображается в качестве антипода Бэтмена. Истинное наслаждение — смотреть, как Бэтмен пересекает Готэм XIX века и сражается с преступностью с помощью своих стимпанк-гаджетов. Озвучивание Брюса Гринвуда и Дженнифер Карпентер только добавляет плюсы. Фильм получил рейтинг R за «насилие», но на самом деле не заслуживает этого.
Журнал Starburst поставил оценку 7/10. В обзоре подчёркивается, что от графического романа Миньолы не стоит ждать кромешной тьмы и готической тайны. Анимационный фильм — свободная адаптация, ближе по стилю к «Шерлоку Холмсу» Гая Ричи. Gotham by Gaslight — это небольшое наведение порядка для DC, после недавнего выхода «Бэтмен и Харли Квинн». Анимация лучше, чем было в «Тёмной Лиге Справедливости». Самым сильным звеном являются голоса Брюса Гринвуда, который сыграл главную роль в «Бэтмен: Под красным колпаком», его выступление напоминает Кевина Конроя, и Дженнифер Карпентер в качестве Селины Кайл. Несмотря на отказ от исходного материала и неподходящий визуальный стиль, Gotham by Gaslight следует считать одним из успехов студии.
Den of Geek оценил мультфильм на 2.5/5. Хорошая концепция не до конца захватывает зрителя из-за регрессивной подачи и предсказуемых сюжетных поворотов. Но поклонники исходного материала Elseworlds, стимпанка и Тёмного Рыцаря найдут достаточно, чтобы им понравилось. Положение улучшают голоса актёров. Викторианская эпоха, многие из лучших частей фильма ставят ряд вопросов, каковы были взгляды Бэтмена в те времена, каким могло быть его становление. В комиксе не было никаких ключевых женских персонажей. В фильме Селина Кайл так же решительно ищет Джека-потрошителя, как и Бэтмен. Gotham by Gaslight не дотягивает цветовым исполнением до мировой анимационной премьеры DC, события, которое, в противном случае, стало бы впечатляющей работой, привлекая внимание к некоторым проблемам в мире комиксов.
Lyles' Movie Files, итоговый балл — 6/10, обратил внимание на то, что сценарист Джеймс Криг внёс существенные изменения в оригинальную историю, когда предоставил алиби тому, кто являлся Джеком. Это была не «красная селёдка», а ряд фактов. Увлечение музыкальными номерами кажется неуместным. Gaslight также пытается сделать реверанс в сторону феминизма. Warner Bros. Animation следует улучшить дизайн персонажей, так как искусство Миньолы действительно создало уникальный визуальный стиль. В большинстве проектов и телешоу насилие в полной мере не раскрывается и не поражает воображение зрителя. Адаптации и не должны быть на 100 % верными, но достаточно некоторых изменений, чтобы поклонники оригинала могли разочароваться в том, что это так далеко от исходного материала.
«Мир фантастики» выделил в плюсы альтернативный взгляд на мир, развитие идей комикса, линию Бэтмена и Женщины-кошки; в минусы — тривиальный и скучный сюжет, необоснованный рейтинг R и посредственную анимацию. Лучше всего проработан Готэм. По исполнению картина уступает многим другим мультфильмам во вселенной DC, хотя может понравиться поклонникам стимпанка. Это похоже на сериал «Улица потрошителя». Никакого сравнения с «Кастлванией», где «взрослый» рейтинг использовали по максимуму. Оценка — 6 из 10 баллов.
The Washington Times сообщает по поводу издания на 4K UHD, что из-за ограничений в анимации, обладание в формате сверхвысокой чёткости и добавление высокого динамического диапазона HDR были потраченными зря усилиями. Фактически, большое разрешение выявило недостатки моделей персонажей; линии и затенения иногда выглядели пикселизованными. Звук DTS-HD Master Audio 5.1 и музыка Фредерика Виедманна отлично дополняют действие, напоминая стиль Джона Уильямса или Дэнни Эльфмана. Лучшие из дополнений: эпизоды Trials of the Demon из «Бэтмен: Отважный и смелый» и Showdown мультсериала «Бэтмен» о приключениях Джоны Хекса в 1883 году.